# 敬敏
和硕肃慎亲王敬敏（穆麟德轉寫：gingmiyen；1774年2月3日—1852年），滿洲愛新覺羅氏。肅武親王豪格後裔、肅恭親王永錫長子。第七代肅親王（1821年－1852年）。
生于乾隆三十八年十二月二十三日（1774年2月3日）。乾隆六十年（1795年），封敬敏為不入八分輔國公。弟弟敬叙与嘉庆帝为连襟。嘉庆五年（1800年）二月，三阿哥绵恺开始上学。父亲永锡进献玉器、陈设等物，被嘉庆帝申斥、革职。他与弟弟敬叙亦一同被革职，革副都统、散秩大臣，两人俱在闲散王公上当差。嘉庆七年（1802年），任正紅旗漢軍副都統。
道光元年（1821年），其父永錫逝世，敬敏承襲肅親王爵位。咸豐二年（1852年），敬敏逝世年八十岁。朝廷予以諡號「慎」。由第三子華豐承襲肅親王爵位。肃慎亲王敬敏墓位于今北京朝阳区王四营乡道口村西北。

## 家庭

### 妻妾
- 嫡福晋拜都鲁氏，都统依明都之女
- 继福晋钮祜禄氏，总兵策布坦之女
- 侧福晋郎佳氏，郎普之女
- 侧福晋晋佳氏，岳升之女
- 妾何氏，何衍之女

### 子
- 长子辅国将军华连(1792-1829)，母嫡福晋拜都鲁氏，都统依明都之女,乾隆五十七年生，道光九年卒，嫡妻辉和氏，道和腾额之女
- 次子华瑞(1802-1821)，母侧福晋郎佳氏，郎普之女，嘉庆七年生，道光元年卒
- 三子和硕肃恪亲王华丰（1804-1869），母侧福晋郎佳氏，郎普之女
- 四子镇国将军华庄(1811-1855)，母侧福晋郎佳氏，郎普之女，嘉庆十六年生，咸丰五年卒，嫡妻伊尔根觉罗氏，和州恒敬之女，妾刘氏，刘义之女，六子：第一子隆惠，第二子辅国将军隆怡，第三子辅国将军隆懋，第四子隆堃，第五子郎中隆怒，第六子隆谦
- 五子华龄(1811-1813)，母?侧福晋晋佳氏，岳升之女，嘉庆十六年生，嘉庆十八年卒